# Candidus Isaurus

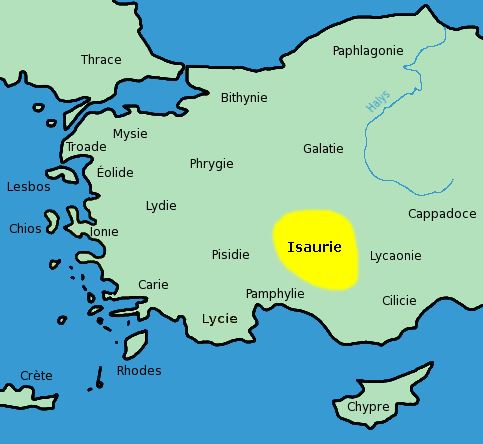
Carte de l'Isaurie.

Candidus Isaurus est un historien byzantin du Ve siècle originaire d'Isaurie. Ses travaux, écrits en grec, n'ont survécu que partiellement.

## Biographie
Candidus est probablement né vers les années 430, car il est déjà adulte sous le règne de Léon Ier. Il est originaire d'Isaurie, une région sauvage de l'Asie Mineure. Chrétien, il est partisan du concile de Chalcédoine. Candidus affirme avoir servi de secrétaire (hypographeus) du plus puissant des Isauriens, ce qui renvoie peut-être à l'empereur Zénon (474-491). Il aurait donc vécu à Constantinople sous ce règne et été un témoin direct de plusieurs événements qu'il rapporte. Si le terme d'hypographeus peut se rapporter à un notaire impérial, il est plus probable qu'il s'agisse bien d'un secrétaire privé. néanmoins, certaines recherches récentes comme celles de Burgess orientent plutôt vers le secrétaire d'Illus, un autre Isaurien particulièrement influent et qui se révolte contre Zénon. Cette thèse s'appuie notamment sur l'appréhension plutôt négative de Zénon dans les écrits de Candidus. 
Candidus rédige probablement son histoire à la mort de Zénon, soit au tout début du règne d'Anastase Ier.

## Travaux
La chronique de Candidus se divise en trois livres, couvrant la période allant de 457 à 491. Elle se concentre principalement sur les événements de l'Empire d'Orient et a survécu au moins jusqu'au IXe siècle, car elle est reprise par Photios Ier de Constantinople dans sa Bibliothèque. Quelques passages complémentaires sont aussi présents dans la Souda, une encyclopédie byzantine du Xe siècle. Au moins un dixième de la chronique originelle a survécu, même si certains autres écrits ont probablement repris des éléments rédigés par Candidus.
Le premier livre va de l'avènement de Léon Ier à la mort de Léon II, le deuxième couvre l'usurpation de Basiliscus et le retour de Zénon jusqu'en 484, le troisième va jusqu'à la mort de Zénon. C'est principalement pour le règne de ce dernier que les écrits de Candidus sont particulièrement précieux.
Les écrits de Candidus sont clairement en faveur des Isauriens en général et de Zénon en particulier. Il développe sensiblement les affaires ecclésiastiques, ce qui est assez rare dans le contexte d'une chronique séculière, mais s'explique certainement par le souhait de contextualiser les décisions de Zénon en la matière. Son récit doit se lire en miroir de celui, perdu, de Malchos de Philadelphie, beaucoup plus critique de Léon, de Zénon et des Isauriens. Si Photius loue sa défense du concile de Chalcédoine, il critique son style et sa manière de compiler des sources disparates pour composer son récit, ce qui laisse à penser qu'il souligne un manque d'instruction. En réalité, son style fait paraître un souhait de se conformer à l'atticisme de la Seconde Sophistique.
L'historien Jean d'Antioche pourrait s'être appuyé sur les écrits de Candidus sans s'y référer, notamment dans sa description détaillée de la rébellion d'Illus.

## Sources
- (en) W.D. Burgess, « Kandidos Isauros and His Sources », Byzantine Studies / Études byzantines, vol. 3,‎ 1998, p. 65-73
- (en) Alexander Kazhdan (dir.), Oxford Dictionary of Byzantium, New York et Oxford, Oxford University Press, 1991, 1re éd., 3 tom. (ISBN 978-0-19-504652-6 et 0-19-504652-8, LCCN 90023208)
- (en) John R. Martindale, A. H. M. Jones et John Morris, The Prosopography of the Later Roman Empire, vol. III : AD 527-641, Cambridge, Cambridge University Press, 1992 (ISBN 0-521-20160-8, lire en ligne).
- (en) Warren Treadgold, The Early Byzantine Historians, Londres, Palgrave Macmillan, 2010 (ISBN 978-0-230-24367-5).